# فيديريكو سيغوفيا
فيديريكو سيغوفيا (بالإسبانية: Federico Segovia)‏ هو لاعب كرة قدم أرجنتيني في مركز الوسط، ولد في 21 يوليو 1997 في روساريو في الأرجنتين. لعب مع فيرو كاريل أويستي.

## وصلات خارجية
- فيديريكو سيغوفيا على موقع Soccerway.com (الإنجليزية)